# Nicolas Plestan
Nicolas Plestan (Niza, Francia, 2 de junio de 1981) es un futbolista francés. Juega de defensa central y actualmente se encuentra sin equipo. 

## Clubes
| Club       | País     | Año       |
| ---------- | -------- | --------- |
| AS Monaco  | Francia  | 1997-2001 |
| AC Ajaccio | Francia  | 2001      |
| AS Monaco  | Francia  | 2002-2003 |
| Lille OSC  | Francia  | 2003-2010 |
| Schalke 04 | Alemania | 2010-2011 |

## Caso judicial
En febrero de 2008, fue acusado de amenaza con arma en el Tribunal Penal de Lille. El jugador fue acusado de apuntar el 14 de abril de 2007 con una pistola de juguete a un conductor de 65 años. El 20 de marzo, el jugador fue condenado a tres meses de prisión con condena condicional y una multa de 1000 euros más 1800 euros en concepto de daños a denunciantes.